# Bitwa pod Lesznem
Bitwa pod Lesznem – bitwa stoczona w lipcu 1716 roku pomiędzy wojskami konfederatów tarnogrodzkich a armią saską Augusta II. W bitwie tej regimentarz konfederacji Chryzostom Gniazdowski rozbił korpus saski gen. Eichstadta. Następstwem zwycięstwa było zdobycie przez konfederatów świeżo ufortyfikowanego przez Sasów Poznania, a następnie zajęcie bez walki Torunia.